# Witowice (Wiązów)
Witowice (deutsch Weigwitz) ist ein Dorf in Niederschlesien. Der Ort liegt in der Landgemeinde Wiązów im Powiat Strzeliński in der polnischen Woiwodschaft Niederschlesien.

## Geographie

### Geographische Lage
Das Angerdorf Witowice liegt vier Kilometer nördlich vom Gemeindesitz Wiązów (Wansen), ca. 17 Kilometer nordöstlich von der Kreisstadt Strzelin (Strehlen) und rund 40 Kilometer südöstlich der Woiwodschaftshauptstadt Breslau. Der Ort liegt in der Nizina Śląska (Schlesische Tiefebene) innerhalb der Równina Grodkowska (Grottkauer Ebene). Östlich des Dorfes fließt die Oława.

### Nachbarorte
Nachbarorte von Witowice sind im Nordwesten Jędrzychowice (Höckricht) und im Norden Kurów (Klein Kauern).

## Geschichte

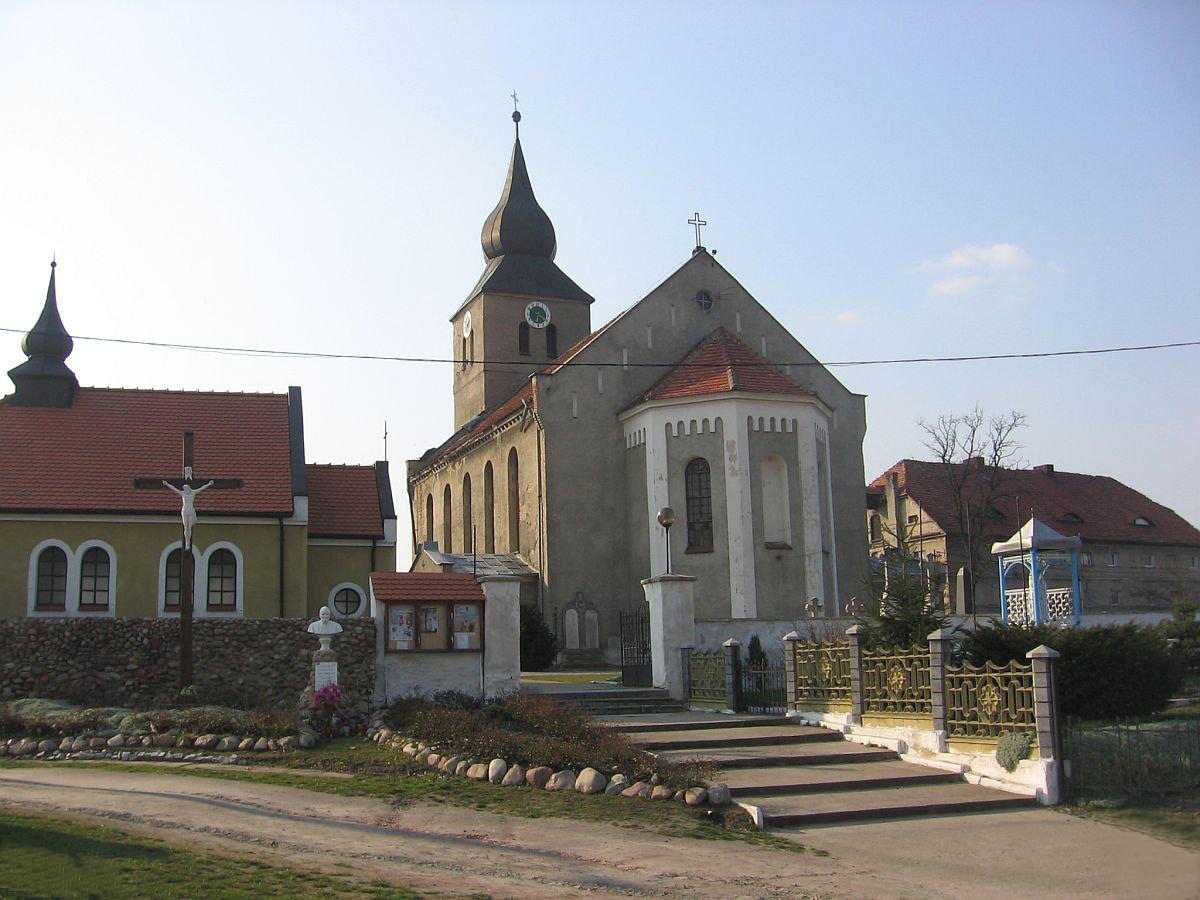
Pfarrkirche Unsere Liebe Frau von Tschenstochau

Der Ort erscheint 1319 urkundlich als „Wichowicz“.
Nach dem Ersten Schlesischen Krieg fiel Weigwitz mit dem größten Teil von Schlesien an Preußen.
Weigwitz gehörte im 19. Jahrhundert zum Majoratsgericht Klein Öls der Familie Yorck von Wartenburg. Nach der Neugliederung Preußens gehörte die Landgemeinde Weigwitz ab 1815 zur Provinz Schlesien und war ab 1816 dem Landkreis Ohlau eingegliedert. 1845 zählte Weigwitz in Besitz des Grafen Ludwig Graf Yorck von Wartenburg, 59 Häuser, ein herrschaftliches Schloss und Vorwerk, 443 überwiegend evangelische Einwohner (18 katholisch), eine evangelische Pfarrkirche die der Tradition zufolge als Hedwigskirche gegründet wurde, mit Pfarrwidum unter dem Patronat der Grundherrschaft, eingepfarrt: Weigwitz, Gusten, Kauern und Krausenau, sowie Niehmen und Klein Öls, gastweise: Chursangwitz, verbunden seit 1823 Gaulau, eine evangelische Schule mit einem Lehrer und einem Hilfslehrer, eingeschult: Gusten, Höckricht, Kauern, Krausenau und gastweise Klein Öls, katholische Kirche zu Wansen, ein Wirtshaus, zehn Handwerker, zwei Höcker, 1550 Merino-Schafe, 400 Landschafe. Zum Dorf gehörte die sogenannte Brandmühle (polnisch Winny Mlyn), eine Wassermühle. Im Ort wurde früher Rind-, Lein- und Rapsanbau, sowie Bienenzucht betrieben. 1874 wurde der Amtsbezirk Kauern gegründet, welcher die Landgemeinden Bischwitz b. Wansen, Gaulau, Höckricht, Kauern, Krausenau und Weigwitz und die Gutsbezirke Bischwitz b. Wansen, Gaulau, Höckricht, Kauern, Krausenau und Weigwitz umfasste. 1885 zählte der Ort 264 Einwohner.
1933 zählte Weigwitz 394, 1939 wiederum 355 Einwohner. Bis 1945 befand sich der Ort im Landkreis Ohlau.
Als Folge des Zweiten Weltkriegs fiel Weigwitz mit dem größten Teil Schlesiens 1945 an Polen. Nachfolgend wurde es durch die polnische Administration in Witowice umbenannt. Die Einwohner wurden größtenteils vertrieben. Die neu angesiedelten Bewohner stammten teilweise aus Ostpolen, das an die Sowjetunion gefallen war. 1999 kam der Ort zum Powiat Strzeliński in der Woiwodschaft Niederschlesien. Heute ist Witowice Teil der Landgemeinde Wiązów.

## Sehenswürdigkeiten
- Die römisch-katholische Pfarrkirche Unsere Liebe Frau von Tschenstochau (poln. Kościół Matki Boskiej Częstochowskiej) war bis 1945 die evangelisch-lutherische Pfarrkirche von Weigwitz.
- Brand Mühle (poln. Młyn Jana) aus dem Jahr 1905

## Vereine
- Fußballverein Logan Witowice